# Pierre et Gilles

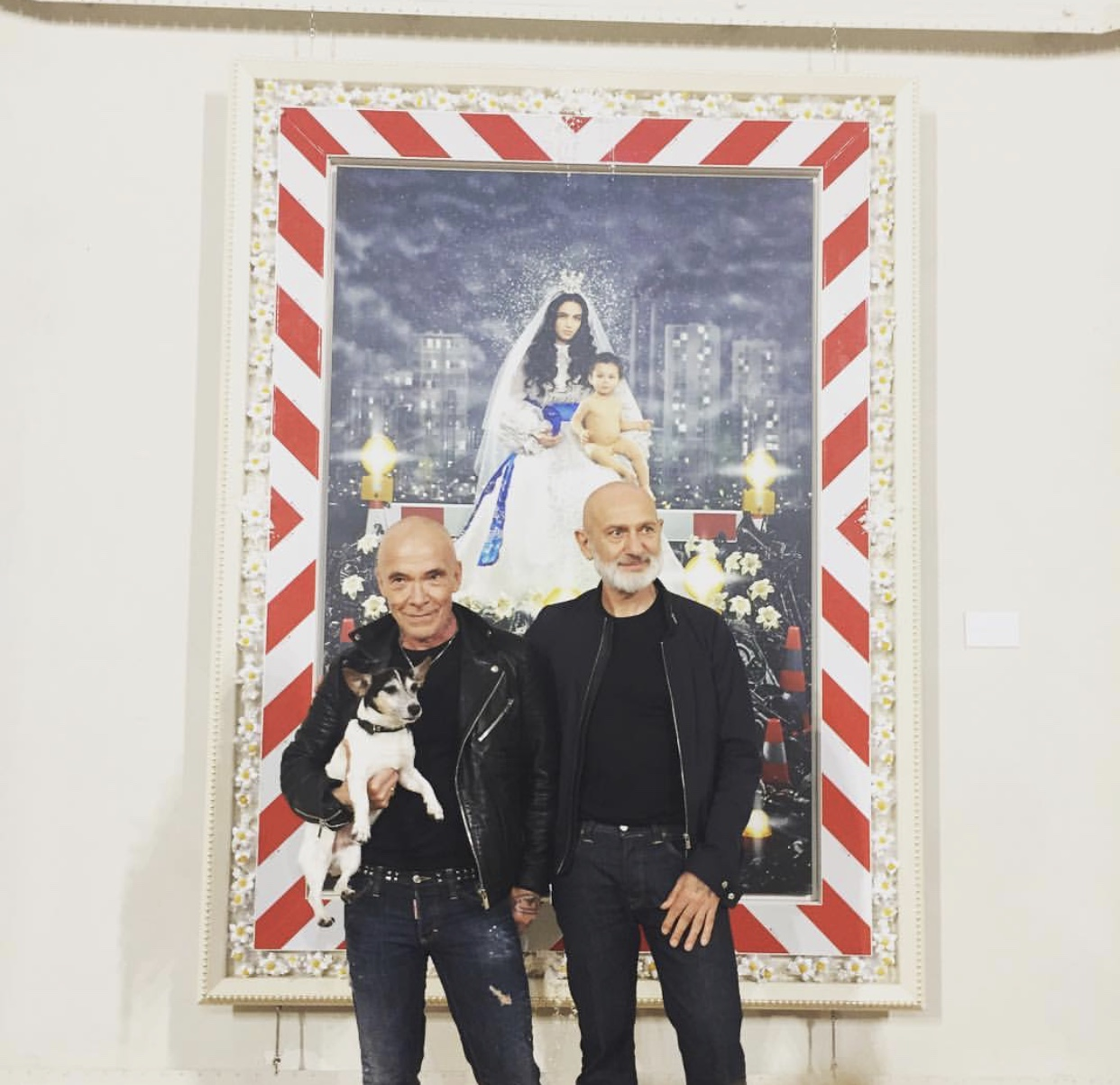
Pierre et Gilles en la inauguración de su exposición "El genio del cristianismo", en el marco del Festival Internacional de Libros y Cine de Arte. Perpiñán, junio de 2018.

Pierre Commoy y Gilles Blanchard, conocidos como Pierre et Gilles, son dos artistas franceses, pareja sentimental y artística. Realizan fotografías únicas y altamente estilizadas, construyen sus propios escenarios y vestuarios a mano y retocan sus fotografías con pintura. Sus trabajos incluyen imágenes de la historia del arte, la cultura popular, la religión y la cultura gay incluyendo pornografía (en especial James Bidgood).

## Biografía
Pierre Commoy, el fotógrafo de la dupla, nació en 1950 en la  La Roche-sur-Yon. Gilles Blanchard, el pintor, nació en 1953 en Le Havre. A comienzos de 1970, Blanchard estudió en la École des Beaux-Arts en Le Havre; mientras Commoy estudió fotografía en Ginebra. En 1974, Blanchard se mudó a París para pintar y realizar ilustraciones para revistas y publicidad. Commoy comenzó a trabajar como fotógrafo para las revistas Rock & Folk, Dépèche Mode e Interview. 
En otoño de 1976, Commoy y Blanchard se conocieron en la inauguración de una boutique de Kenzo en París y comenzaron a convivir en un departamento en Rue des Blancs-Manteaux, que también usaban como estudio. El año siguiente comenzaron a trabajar juntos: Blanchard pintaba y Commoy fotografiaba. Su obra se hizo ampliamente conocida con los retratos de Andy Warhol, Mick Jagger e Iggy Pop para la revista Façade. En 1979 se mudan al barrio de la Bastilla donde realizan sus primeros trabajos para Thierry Mugler, diseñando portadas de discos para artistas amigos y retratando y fotografiando para revistas. También realizan su primer viaje a la India, país que inspira la mayor parte de sus futuros trabajos. En 1983, Pierre et Gilles realizan su primera exposición personal en Galerie Texbraun de París. En 1984 trabajan para músicos como Mikado (a quien le dirigieron su primer video musical), Sandii, Etienne Daho, Sheila y Krootchey. En 1987 viajan nuevamente a la India, y comienzan a trabajar con temas mitológicos y religiosos. En 1989 se hacen amigos de Marc Almond, con quien trabajarían durante varios años. En 1993 son premiados con el Grand Prix de Photographie por la ciudad de París y producen las ilustraciones y arte para Absolut Vodka. Su primera exhibición retrospectiva fue realizada en 1996, en la Maison Européenne de la Photographie en París. En 2000 Pierre et Gilles presentan una gran retrospectiva en el New Museum en Nueva York. En 2007 presentan una retrospectiva mayor en la Galerie Nationale du Jeu de Paume en París.

## Producción
La manera de trabajar de estos dos artistas incluye el montaje de complejas escenografías, ya que apenas trabajan la posproducción digital posterior a las tomas. Parte de su forma de trabajar incluye elaborados trabajos lumínicos y escénicos, retratando a los modelos rodeados de mandorlas florales que remiten muchas veces a obras religiosas del pasado o en escenarios idílicos e imaginarios. Posteriormente, trabajan las fotografías con pintura acrílica para retocar las imágenes y darles un original acabado.
Dentro de sus temáticas predilectas encontramos los temas religiosos y mitológicos, así como las escenas de temáticas homoeróticas (algunos ejemplos refieren al océano y los marineros, habiendo desarrollado un libro en este respecto llamado “Sailors and Sea”). Sin duda, sus obras se pueden incluir dentro del movimiento kitsch expresado de manera consciente, estando también influidos por el mundo de la cultura pop.

## Trabajos
Los famosos fotografiados por Pierre et Gilles incluyen a: Amanda Lear (la portada de su álbum de 1980, Diamonds for Breakfast, uno de sus primeros encargos), Lio, Khaled, Étienne Daho, Marie France, Mikado, Marc Almond, Leslie Winer, Marilyn Manson, Madonna, Kylie Minogue, Erasure, Deee-Lite, The Creatures, Nina Hagen y Coco Rosie (la portada de su álbum de 2007, The Adventures of Ghosthorse and Stillborn); la modelo Naomi Campbell, las actrices Tilda Swinton y Catherine Deneuve, actores Jérémie Renier y Layke Anderson así como también los diseñadores Jean-Paul Gaultier y Paloma Picasso.
En 1990, dirigieron el vídeo musical de Marc Almond para la canción "A Lover Spurned", así como el videoclip de Lamour de "Tu es foutu".

## Exposiciones
Su primera exhibición retrospectiva fue realizada en 1996, en la Maison Européenne de la Photographie en París, con más de cincuenta exposiciones internacionales, compartiendo su mundo de glamour y fantasía.
En 2025 se inaugura su primera exposición individual en México La construcción del símbolo, una exposición retrospectiva dónde dialogan casi 100 obras con las piezas de la colección del Museo Franz Mayer.A la par se inaugura la exposición Mondes marins, Les Franciscaines, en Deauville, Francia.